# قطعنامه ۱۳۱ شورای امنیت
قطعنامه ۱۳۱ شورای امنیت سازمان ملل متحد که در تاریخ ۰۹ دسامبر ۱۹۵۸ تصویب شد، سندی بین‌المللی دربارهٔ پذیرش اعضای جدید سازمان ملل متحد: گینه است. این قطعنامه طی نشست ۸۴۲ام با ۱۰ موافق، ۰ مخالف و ۱ ممتنع تصویب شد.